# Synothele taurus
Espèce
Synothele taurus est une espèce d'araignées mygalomorphes de la famille des Barychelidae.

## Distribution
Cette espèce est endémique de Perth en Australie-Occidentale,. Elle se rencontre vers Bullsbrook.

## Description
La femelle holotype mesure 16 mm.

## Publication originale
- Raven, 1994 : Mygalomorph spiders of the Barychelidae in Australia and the Western Pacific. Memoirs of the Queensland Museum, vol. 35, no 2, p. 291-706 (texte intégral).